# Achille Valois
Achille-Joseph-Étienne Valois (Parigi, 12 gennaio 1785 – Parigi, 17 dicembre 1862) è stato uno scultore francese.

## Biografia
Valois fu allievo di Antoine-Denis Chaudet. Fu ammesso all'École nationale supérieure des beaux-arts a Parigi il 12 marzo 1804.

## Onorificenze
- Cavaliere della Legion d'Onore (1825)